# Polizeiruf 110: Der Tag wird kommen
Der Tag wird kommen ist ein Fernsehfilm aus der Krimireihe Polizeiruf 110. Der vom Norddeutschen Rundfunk produzierte Beitrag ist die 386. Episode des Polizeiruf 110 und der 22. Fall der Rostocker Ermittler Bukow und König. Die Erstausstrahlung erfolgte am 14. Juni 2020 im Ersten.

## Handlung
Katrin König versucht bei ihrer Jogging-Runde am Warnow-Ufer eine Frau vor zwei Männern zu beschützen. Sie wird von den Belästigern bewusstlos geschlagen. Wenig später wird die Frau schwerverletzt in der Nähe des Ufers gefunden und stirbt kurz nach der Ankunft im Krankenhaus.
Der Tod der jungen Frau erschüttert König und die Ermittlungen konzentrieren sich zunächst auf die beiden Angreifer vom Warnow-Ufer. Während Bukow mit seinem Assistenten Volker Thiesler die beiden Kleinkriminellen ausfindig macht, forscht König im privaten Umfeld der Toten nach. Die ehemalige Leistungssportlerin war geschieden, ihr dreijähriger Sohn lebt beim Vater und dessen neuer Partnerin. Der Kontakt war anscheinend harmonisch, sie besuchte das Kind wöchentlich und brachte ihm regelmäßig Kinderbücher mit. Jedoch war die Frau innerlich zerrissen: einerseits eine notorische Einzelgängerin, andererseits hatte sie die Trennung offenkundig nie überwunden. König findet heraus, dass die Tote eine Lebensversicherung zugunsten ihres Sohnes abgeschlossen hatte, die sie kurz vor ihrem Tod bei ihrem Ex-Mann abgelegt hatte. Da die Police Selbstmord ausgeschlossen hat, täuschte sie den Raubmord vor und fügte sich die tödlichen Verletzungen selbst zu, um einerseits aus dem Leben zu scheiden, andererseits ihren Sohn nicht völlig im Stich zu lassen. Das Messer warf die frühere Speerwerferin, bereits schwer verletzt, von ihrem späteren Fundort aus selbst in die Warnow.
Während der Ermittlungen ist König psychisch schwer belastet, nachdem der verurteilte Mörder Guido Wachs, den sie in der Episode Für Janina mit gefälschten Beweisen hinter Gitter gebracht hat, Kontakt zu ihr aufgenommen hat. Sie hat schlimme Schlafstörungen, einen Hautausschlag behandelt sie mit einer Cortisoncreme, gegen ihre Unruhe schluckt sie Kapseln eines Blutdrucksenkers. Belastet von dem Gewissenskonflikt besucht König Wachs im Gefängnis. Er versucht massiv König unter Druck zu setzen: entweder sie hilft Wachs, wieder Kontakt zu seiner Ex-Frau zu bekommen, oder er wird sie ihres Vergehens bezichtigen. Während König immer weiter in einen psychotischen Zustand abgleitet, setzt Wachs seine Manipulationen vom Gefängnis aus fort. Dazu benutzt er ein verstecktes Handy, mit dem er Kontakt zu einem ehemaligen Mitgefangenen hält, der, als hilfsbereiter Hausmeister getarnt, Königs Wohnung verwanzt, sie ausspäht und ihre Medikamente und Salben manipuliert.
Bukows krimineller Vater ist unterdessen in Drogengeschäfte mit seinem früheren Zögling, dem Unterwelt-Boss Tito, verwickelt. Bei einem Treffen mit seinem Sohn lehnt er eine Chemotherapie seiner Krebserkrankung ab. Am selben Tag wird er bei einer beabsichtigten Geldübergabe auf der Halbinsel Wustrow vor den Augen von Kommissar Pöschel, der ihn observiert und im letzten Moment warnen will, erschossen. Da Pöschel den Täter selbst erschießen kann, stellt sich heraus, dass dieser identisch mit Königs Hausmeister ist und auch hier im Auftrag von Wachs gehandelt hat. Der wütende Bukow sucht Wachs daraufhin im Gefängnis auf und macht ihm klar, wie armselig seine Machenschaften und sein selbstgefälliges Auftreten ist. Er schafft es sogar, dass Frau Wachs erscheint, um ihrem Ex-Mann zu sagen, wie unerträglich das Leben an seiner Seite für sie gewesen ist.
Am Ende des Films tröstet König den über den Verlust seines Vaters verzweifelten Bukow. Die beiden küssen sich.

## Hintergrund
Der Film wurde an 22 Drehtagen vom 13. August 2019 bis zum 11. September 2019 in Rostock und Hamburg gedreht. Einige Szenen entstanden auf der Halbinsel Wustrow, die vom Eigentümer erstmals für Filmdreharbeiten zur Verfügung gestellt wurde.
Nebendarstellerin Xenia Rahn ist, wie die von ihr im Film porträtierte Nadja Flemming, tatsächlich eine frühere Siebenkampf-Athletin.

## Rezeption

### Einschaltquoten
Die Erstausstrahlung von Der Tag wird kommen am 14. Juni 2020 wurde in Deutschland insgesamt von 8,81 Millionen Zuschauern gesehen und erreichte einen Marktanteil von 26 Prozent für Das Erste.

### Kritiken
Tilmann P. Gangloff urteilte für das Redaktionsnetzwerk Deutschland: „Peter Trabner [ist] der heimliche Star des Films: Wie er den offenbar omnipotenten Strippenzieher Wachs gleichermaßen als reuigen Sünder wie als Narzissten verkörpert, ist großes Schauspiel. “Der Tag wird kommen” ist nicht nur ein außergewöhnlich guter Krimi, der Film markiert auch so etwas wie einen Endpunkt in der langen Geschichte zwischen Bukow und König. Im Grunde lässt sich die Beziehung kaum noch steigern; würde der NDR verkünden, dies sei der letzte Fall für das Duo aus Rostock, hätte der Sender den perfekten Zeitpunkt für den Ausstieg gefunden.“
Für Holger Gertz von der Süddeutschen Zeitung stand fest: „Die NDR-Episoden mit den Ermittlern König und Alexander Bukow […] sind schließlich Vorzeigeware, was das horizontale Erzählen angeht. […] Natürlich ist es ein hohes Ziel, dieses horizontale Erzählen innerhalb des Sonntagabendformates durchzuhalten, das Publikum muss sämtliche Entwicklungen nachvollziehen können, zum Nebenherschauen ist das also nichts. Aber König und Bukow haben Fans, die immer dabei sind und zusehen, wie die beiden Kommissare wechselseitig dafür sorgen, dass der andere nicht komplett abstürzt.“
Christian Buß wertet für den Spiegel: „König vor dem Kollaps, Bukow im Berserkermodus: Der scheinbar auf den Komplettabsturz zulaufende Krimi wird am Ende elegant aufgelöst. Respekt.“
Bei der Stuttgarter Zeitung schrieb Veronika Kanzler: „Emotionaler Krimi, der sich Anfangs etwas in die Länge zieht und zum Ende hin mit zwei richtigen Knallern auftrumpft: Bukows Vater wird hinterhältig umgebracht und – vielleicht auch nur deshalb – kommen sich die Rostock-Ermittler endlich nahe“.
Sylvia Staude kommentierte für die Frankfurter Rundschau: Wie zuletzte der Polizeiruf Heilig sollt ihr sein! „so sucht dieser Polizeiruf sein Heil in der Bedeutungshuberei, der Atemlosigkeit, raunenden Bildern und dem psychischen Ausnahmezustand eines der Ermittler. Die Erregungsschraube muss fest und fester gedreht werden, zuerst eine Befragte König als ‚irre Kuh‘ beschimpfen – und die Frau hat ihre Gründe –, dann muss Bukow fragen: ‚Sind Sie komplett irre?‘ Ist sie, aber am Ende gibt es auch dafür Gründe, wenn auch nicht wirklich gute.“ Dieser Polizeiruf lässt „kein Klischee aus, letzteres auch optisch.“

## Soundtrack
Verwendung fanden in der Folge die Songs „Me and the Devil“ von Anja Plaschg (basierend auf „Me and the Devil Blues“ von Robert Johnson), „No Role Modelz“ von Jermaine Cole, „Sleep“ von Anja Plaschg, „So Long, Marianne“ von Leonard Cohen und „Solo Sunny“ von Regine Dobberschütz. Die übrige Filmmusik wurde eigens für den Polizeiruf 110 von Warner Poland, Kai-Uwe Kohlschmidt und Wolfgang Glum komponiert.